# Prosopocera sexmaculipennis
Prosopocera sexmaculipennis là một loài bọ cánh cứng trong họ Cerambycidae.